# Ludwig von Zumbusch

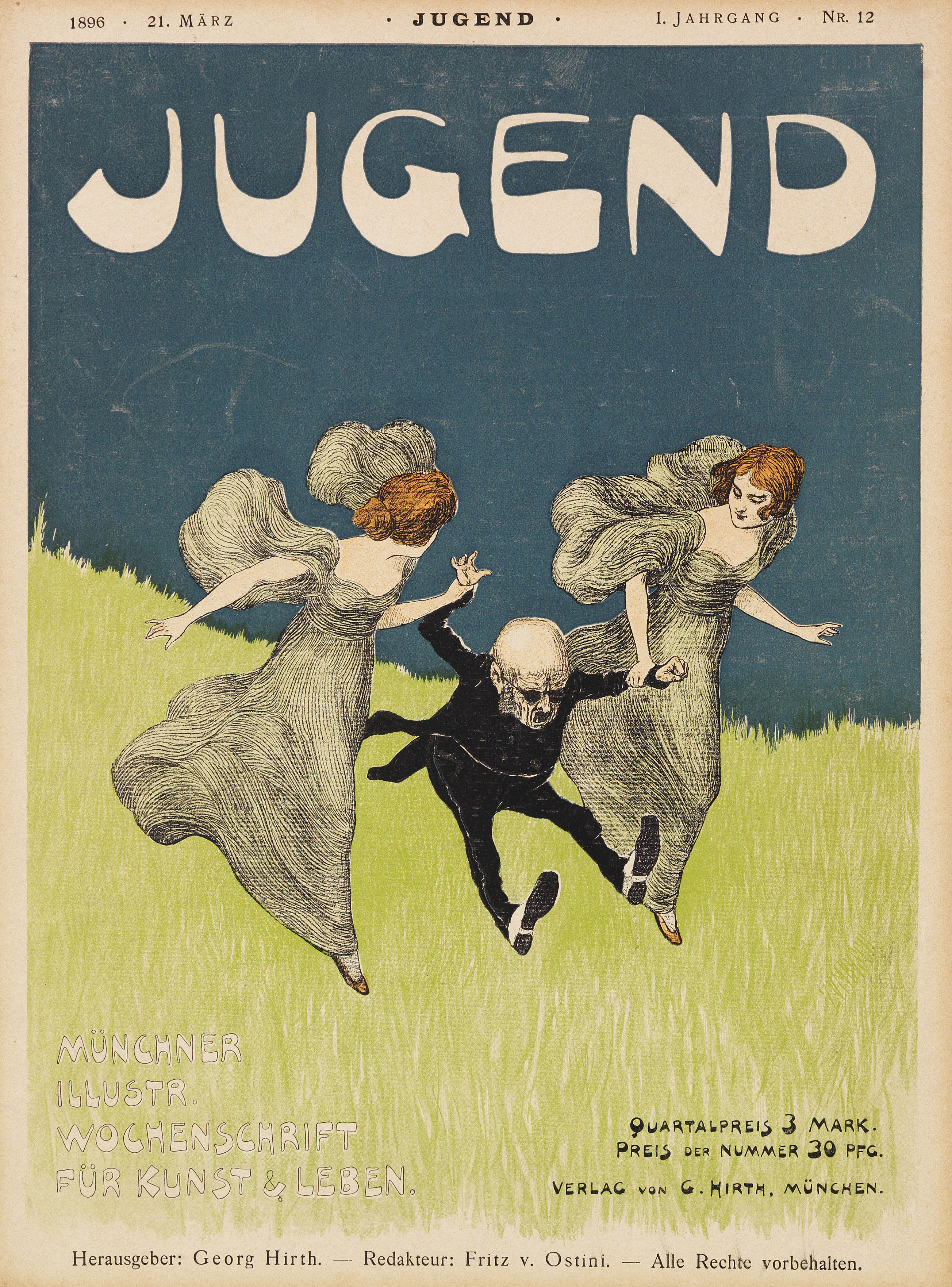
Ludwig von Zumbusch, da: Jugend, Münchner illustrierte Wochenschrift für Kunst und Leben, o. J. (1896), Farblithographie, 63 x 48,4 cm

Ludwig von Zumbusch (Monaco di Baviera, 17 luglio 1861 – Monaco di Baviera, 28 febbraio 1927) è stato un illustratore e disegnatore tedesco.

## Biografia
Zumbusch era figlio dello scultore Caspar von Zumbusch (1830-1915) e di Antonie Vogl (1838-1917). Studiò presso l'Accademia delle belle arti di Vienna presso Christian Griepenkerl e Carl Wurzinger. Dal 1882 studia all'Accademia delle belle arti di Monaco di Baviera e in seguito a Parigi presso l'Académie Julian nella classe di William Adolphe Bouguereau.
Grafico di eccellenza di Jugend, la rivista tedesca nata a fine secolo dalla quale deriva il nome Jugendstil, termine usato per Art Nouveau o liberty nei paesi di lingua tedesca. Socio della Secessione di Monaco di Baviera.